# Black Box (jeu)
Pour les articles homonymes, voir Black Box.
 (février 2023).
Si vous disposez d'ouvrages ou d'articles de référence ou si vous connaissez des sites web de qualité traitant du thème abordé ici, merci de compléter l'article en donnant les références utiles à sa vérifiabilité et en les liant à la section « Notes et références ».

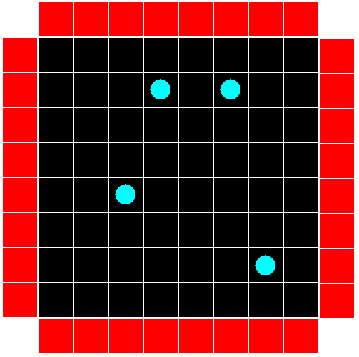

Black Box est un jeu de société édité la première fois en 1976.
C'est un jeu de réflexion dont le but est de deviner la position de cinq atomes sur un damier, et ce grâce à un système de faisceaux laser.
Ce jeu peut être très facilement informatisé ; dans ce cas, c'est un jeu pour une seule personne. Sinon, dans sa version papier ou plateau, un deuxième joueur devra choisir secrètement la position des cinq atomes, et vérifier le comportement des faisceaux laser au fur et à mesure de la partie.

## Les règles du jeu
Une fois la position des cinq atomes secrètement choisie, le joueur principal doit désigner une case périphérique (zone en rouge sur le diagramme). Sur cette case, nous dirons qu'un émetteur laser vient d'être placé. Si possible, le joueur devra donc deviner la position d'un, voire de plusieurs atomes en fonction des déviations du faisceau.
Comme le nom du jeu l'indique, le joueur ne connaîtra pas la trajectoire exacte du laser, mais par quelle case périphérique il sortira de la boîte noire.
Le joueur peut placer autant d'émetteurs laser que le permet le plateau, mais plus il en utilise, et moins il gagnera de points.

## Les comportements élémentaires d'un faisceau laser

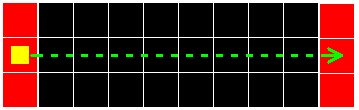
Comportement du faisceau sans atome
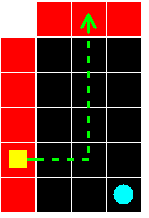
La déviation du faisceau
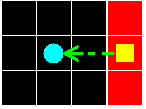
L'absorption du faisceau par un atome
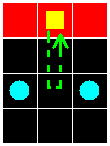
La réflexion du faisceau par deux atomes
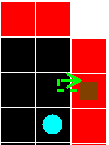
Atome au bord de la boîte noire
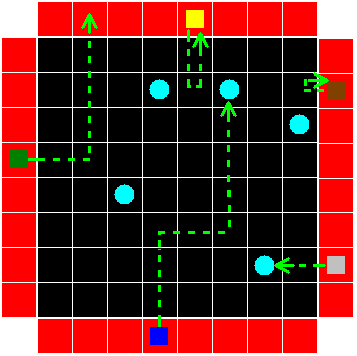
Les déviations peuvent se combiner